# UFO trong tác phẩm giả tưởng

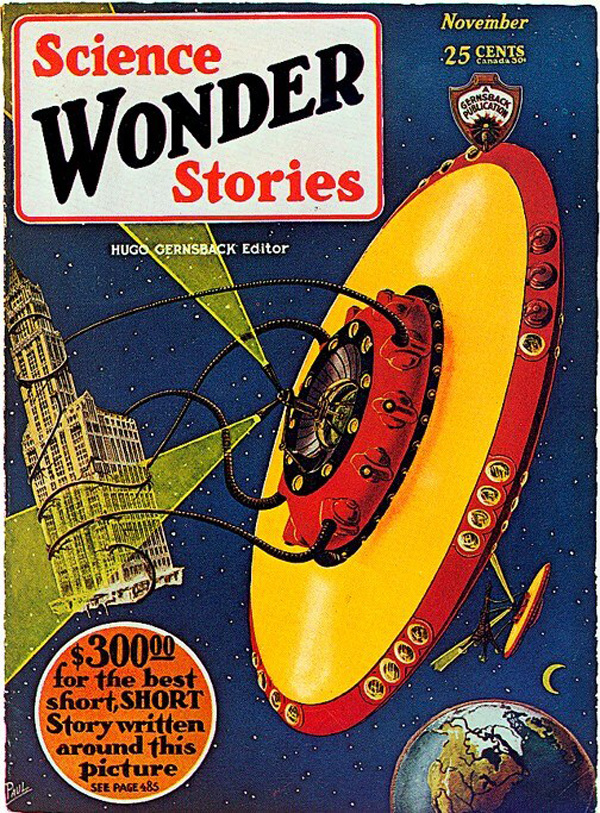
Bìa cuốn Science Wonder Stories năm 1929, do họa sĩ tạp chí giật gân nổi tiếng Frank R. Paul vẽ, từng được coi là một trong những mô tả sớm nhất về "đĩa bay" trong tác phẩm giả tưởng.

Nhiều tác phẩm giả tưởng có chứa yếu tố UFO. Phần lớn diễn biến trong câu chuyện giả tưởng này là thế lực thù địch ngoài không gian thường từ Sao Hỏa đến xâm chiếm Trái Đất đúng như trong tác phẩm khoa học viễn tưởng ban đầu, hoặc là con người đang bị thế lực ngoài hành tinh tiêu diệt theo như lời mô tả trong phim Ngày Độc Lập. Một số cuộc tiếp xúc UFO mang tính hư cấu có thể đều dựa trên các báo cáo UFO có thật ngoài đời chẳng hạn như phim Bầu trời đêm. Nội dung trong phim Night Skies dựa trên Sự kiện UFO Phoenix ở Mỹ năm 1997.
UFO xuất hiện dưới nhiều hình thức giả tưởng ngoài phim, chẳng hạn như trò chơi điện tử trong Destroy All Humans! hoặc loạt game X-COM và Halo cùng bộ truyện The War of the Worlds hoặc anime Iriya no Sora, UFO no Natsu. Điển hình là một nhóm nhỏ nhân loại hoặc bên quân đội (tùy thuộc vào nơi làm phim), sẽ chống lại cuộc xâm lược này tuy cũng có trường hợp ngoại lệ là quái thú Godzilla giao chiến với UFO.

## Sách
- Oahspe: A New Bible - John Ballou Newbrough - Cuốn sách đầu tiên sử dụng từ Starship rất lâu trước khi giới nhà văn khoa học viễn tưởng hình dung về du hành vũ trụ liên sao (1882).
- The War of the Worlds - H. G. Wells - Viên nang Sao Hỏa bị người Hỏa tinh bắn trúng ngay trên Trái Đất.(1898).
- Imaginary Friends (1967) - Alison Lurie - Hai nhà xã hội học điều tra một giáo phái UFO.
- Saucer Wisdom (1999) - Rudy Rucker
- The Unreals, một cuốn tiểu thuyết của Donald Jeffries (2007).

## Phát thanh
- "War of the Worlds" một vở kịch trên đài phát thanh của Orson Welles đã gây ra mọi sự hoảng loạn vào năm 1938

## Phim

### Thập niên 1930
- Flash Gordon - 1936
- Buck Rogers - 1939 - còn gọi là Planet Outlaws

### Thập niên 1940
- Flash Gordon Conquers the Universe - 1940 - còn gọi là Purple Death from Outer Space
- The Purple Monster Strikes - 1945 - còn gọi là D-Day on Mars
- Bruce Gentry - 1949 - Có thể đây là sự xuất hiện trên màn ảnh đầu tiên của Đĩa bay

### Thập niên 1950
- Atom Man vs. Superman - 1950
- Flying Disc Man from Mars - 1950
- The Flying Saucer - 1950 - Bộ phim đầu tiên đề cập đến Đĩa bay
- Captain Video: Master of the Stratosphere - 1951
- Mysterious Island - 1951
- The Man from Planet X - 1951
- The Day the Earth Stood Still - 1951
- The Thing from Another World - 1951
- 1. April 2000 - 1952
- Blackhawk - 1952
- Operation: Rabbit - 1952
- The Hasty Hare - 1952
- Radar Men from the Moon - 1952
- Zombies of the Stratosphere - 1952 - còn gọi là Satan's Satellites
- Commando Cody: Sky Marshal of the Universe - 1953
- The Lost Planet - 1953
- The War of the Worlds - 1953
- Invaders from Mars - 1953
- It Came from Outer Space - 1953
- Phantom from Space - 1953
- Robot Monster - 1953
- Devil Girl from Mars - 1954
- Gog - 1954
- Killers from Space - 1954
- Stranger from Venus - 1954 - còn gọi là 'Immediate Disaster'
- The Beast with a Million Eyes - 1955
- This Island Earth - 1955
- Forbidden Planet - 1956
- Earth vs. the Flying Saucers - 1956
- Jungle Hell - 1956
- Supersonic Saucer - 1956
- 宇宙人東京に現わる - còn gọi là 'Warning from Space' - 1956
- Unidentified Flying Objects: The True Story of Flying Saucers - 1956
- The Astounding She-Monster - 1957
- Invaders from Space - 1957 - còn gọi là 'Attack of the Flying Saucers'
- 地球防衛軍 - còn gọi là 'The Mysterians' - 1957
- The 27th Day - 1957
- Invasion of the Saucer Men - 1957
- Kronos - 1957
- Enemy From Space - 1957 - còn gọi là 'Quatermass 2'
- Attack of the 50 Foot Woman - 1958
- The Blob - 1958
- Flying Saucer Daffy - 1958
- Hare-Way to the Stars - 1958
- I Married a Monster from Outer Space - 1958
- The Lost Missile - 1958
- The Strange World of Planet X - 1958
- War of the Satellites - 1958
- The Atomic Submarine - 1959
- The Cosmic Man - 1959
- Invisible Invaders - 1959
- Plan 9 from Outer Space - 1959
- Prince of Space - 1959
- Quatermass and the Pit - 1959
- Teenagers from Outer Space - 1959

### Thập niên 1960
- Battle in Outer Space - 1960
- Visit to a Small Planet - 1960
- Il pianeta degli uomini spenti - 'Battle of the Worlds' - 1961
- Invasion of the Neptune Men - 1961
- Planets Against Us - 1961
- Invasion of the Star Creatures - 1962
- The Creeping Terror - 1964
- Il disco volante - 'The Flying Saucer' - 1964
- Hercules Against the Moon Men - 1964
- Robinson Crusoe on Mars - 1964
- Santa Claus Conquers the Martians - 1964
- Frankenstein Meets the Space Monster - 1965
- Invasion of Astro-Monster - 1965 - còn gọi là 'Monster Zero' & 'Godzilla vs Monster Zero'
- Mars Invades Puerto Rico - 1965 - còn gọi là 'Duel of the Space Monsters' & 'Frankenstein Meets the Space Monster'
- The Night Caller - 1965 - còn gọi là 'Night Caller from Outer Space' & 'Blood Beast from Outer Space'
- Destination Inner Space - 1966
- The Eye Creatures - 1966 - bản làm lại của 'Invasion of the Saucer Men' (1957)
- Invasion - 1966
- Mars Needs Women - 1966
- Casino Royale - 1967
- Five Million Years to Earth - 1967 - bản làm lại của 'Quatermass and the Pit' (1959)
- The Ambushers - 1967
- The Terrornauts - 1967
- They Came from Beyond Space - 1967
- Destroy All Planets - 1968
- Kaijû sôshingeki - 'Destroy All Monsters' - 1968
- The Bamboo Saucer - 1968
- Goke, Body Snatcher from Hell - 1968
- Attack of the Giant Monsters - 1969
- The Incredible Invasion - 1969 - còn gọi là 'The Sinister Invasion'

### Thập niên 1970
- Night Slaves - 1970
- The People - 1971
- Invasion: UFO - 1972
- Silent Running - 1972
- Distant Early Warning - 1973
- The Disappearance of Flight 412 - 1974
- The Stranger Within - 1974
- UFO: Target Earth - 1974
- Escape to Witch Mountain - 1975
- The UFO Incident - 1975
- El hombre perseguido por un O.V.N.I. - 1976
- God Told Me To - 1976
- Laserblast - 1977
- Starship Invasions - 1977
- Close Encounters of the Third Kind - 1977
- Foes - 1977
- The Alien Factor - 1978
- Burû Kurisumasu - 1978
- The Day Time Ended - 1978
- Eyes Behind the Stars - 1978
- Return from Witch Mountain - 1978
- The Cat from Outer Space - 1978
- The Dark - 1979
- Le gendarme et les extra-terrestres - 1979

### Thập niên 1980
- The Aliens Are Coming - 1980
- Cheech & Chong's Next Movie - 1980
- Hangar 18 - 1980
- The Return - 1980 - còn gọi là 'The Alien's Return'
- Earthbound - 1981
- Heavy Metal - 1981
- V (science fiction) series - 1980s
- Big Meat Eater - 1982
- E.T. the Extra-Terrestrial - 1982
- The Thing - 1982
- Wavelength - 1982
- Xtro - 1983
- Alien Prey - 1984
- The Last Starfighter - 1984
- Meatballs Part II - 1984 - còn gọi là 'Space Kid'
- Starman - 1984
- Strange Invaders - 1984
- Cocoon - 1985
- Miami Golem - 1985 - còn gọi là 'Miami Horror'
- Morons from Outer Space - 1985
- My Science Project - 1985
- Star Knight - 1985
- UFOria - 1985
- The Aurora Encounter - 1986
- Escapes - 1986
- Flight of the Navigator - 1986
- Hyper Sapien: People from Another Star - 1986
- Invaders from Mars - 1986
- Maximum Overdrive - 1986
- *batteries not included - 1987
- Predator - 1987
- Real Men - 1987
- Alien Nation - 1988
- Cocoon: The Return - 1988
- Invasion Earth: The Aliens Are Here - 1988
- It Came from Somewhere Else - 1988
- Killer Klowns from Outer Space - 1988
- Mac and Me - 1988
- My Stepmother Is an Alien - 1988
- They Live - 1988
- The Abyss -1989
- Communion - 1989

### Thập niên 1990
- Predator 2 - 1990
- Intruders (phim) - 1992
- Invader - 1992
- XX Ray - 1992 - Phim khoa học viễn tưởng của Malaysia do Aziz M. Osman đạo diễn. Một trong những cảnh trong phim có đoạn mô tả về UFO
- Attack of the 50 Ft. Woman - 1993
- Fire in the Sky - 1993
- U.F.O. - 1993
- Official Denial - 1994
- The Puppet Masters - 1994
- Roswell - 1994
- Stargate - 1994
- Dead Weekend - 1995
- Visitors of the Night - 1995
- The Arrival - 1996
- Independence Day - 1996
- Mars Attacks! - 1996
- Night Visitors - 1996
- Phenomenon - 1996
- Dreamland - 1996 bộ phim đã giành được một giải thưởng có tên "The EBE Award: Best UFO Documentary in 1996". Phim do Bruce Burgess quay và cũng là người làm nên bộ phim Broken Dagger Xem www.digiview.com/Dreamland để biết thêm về bộ phim này
- Contact - 1997
- Invasion - 1997 - còn gọi là 'Robin Cook's Invasion'
- Men in Black - 1997
- The Shadow Men - 1998
- Alien Abduction: Incident in Lake County - 1998
- I Married a Monster - 1998 - bản làm lại của 'I Married a Monster from Outer Space' (1958)
- Progeny - 1998
- The X-Files: Fight the Future - 1998
- Sphere - 1998
- The Second Arrival - 1998
- Gojira ni-sen mireniamu - 'Godzilla 2000' - 1999
- Muppets from Space - 1999
- My Favourite Martian - 1999
- The Astronaut's Wife - 1999
- Roswell: The Aliens Attack - 1999
- Fantozzi 2000 - La clonazione - 1999

### Thập niên 2000
- Scooby-Doo and the Alien Invaders - 2000
- Mission to Mars - 2000
- K-PAX - 2001
- Groom Lake - 2002
- Men in Black II - 2002
- Signs - 2002
- Alien Hunter - 2003
- Koi Mil Gaya (Bollywood) - 2003
- Visitors - 2003
- Godzilla: Final Wars - 2004
- The Forgotten - 2004
- Alien Abduction - 2005
- War of the Worlds - 2005
- Alien Autopsy - 2006
- Flying Saucer Rock'n'Roll - 2006
- Lifted - 2006
- Dreamland - 2007
- Martian Child - 2007
- Night Skies - 2007
- Indiana Jones and the Kingdom of the Crystal Skull - 2008
- The Appearance of a Man - 2008[1]
- The Day the Earth Stood Still - 2008 bản làm lại của bộ phim năm 1951
- The Invasion - 2007
- Bolt - 2008
- Summer of the Flying Saucer - 2008
- The X-Files: I Want to Believe - 2008
- Alien Trespass - 2009
- District 9 - 2009
- Knowing - 2009
- Monsters vs. Aliens - 2009
- Race to Witch Mountain - 2009 bản làm lại của bộ phim năm 1975
- The Fourth Kind - 2009
- Avatar - 2009

### Thập niên 2010
- Skyline - 2010
- Apollo 18 - 2011
- Battle: Los Angeles - 2011
- Cowboys & Aliens - 2011
- Mars Needs Moms - 2011
- Paul - 2011
- Super 8 - 2011
- Transformers: Dark of the Moon - 2011
- UFO in Her Eyes - 2011
- Battleship - 2012
- Prometheus - 2012
- U.F.O. - 2012
- The Avengers - 2012
- Area 51 - 2015

## Truyền hình
UFO trong chương trình truyền hình thuộc ba loại cơ bản: UFO thật, trò lừa bịp và tàu vũ trụ trên Trái Đất bị mọi người nhìn nhầm (thường hạ cánh ở một vùng nông thôn lạc hậu hoặc du hành ngược thời gian như trong phim Lost in Space và Star Trek).
Những chương trình mô tả UFO thực sự bao gồm: The Outer Limits, The Invaders, The Monkees, The Bionic Woman, Dark Skies, Roswell, Wonder Woman, V và The X-Files.
Những câu chuyện nhuốm màu lừa bịp về UFO bao gồm: Batman, The Beverly Hillbillies, The Brady Bunch, The Green Hornet, The Man from U.N.C.L.E., The Girl from U.N.C.L.E., Mission: Impossible và The Wild Wild West (một câu chuyện lừa bịp với khung cảnh thực sự ở đoạn cuối)
Tàu vũ trụ Trái Đất bị nhầm lẫn với UFO xuất hiện trong: I Dream of Jeannie, The Munsters, Lost in Space, Star Trek: The Original Series, Star Trek: Deep Space Nine và Gomer Pyle, U.S.M.C. (Pyle chứng kiến địa điểm quay phim khoa học viễn tưởng này).
Thứ tự bảng chữ cái
| - Ace Lightning - Tập phim: "Unidentified Flying Superhero"' (2002) - Adventures of Superman - Tập phim: "Mr. Zero" (1957) - ALF (1986–1990) - Alvin & the Chipmunks - Tập phim: "Unidentified Flying Chipmunks" (1983) - Batman - Tập phim: "The Joker's Flying Saucer" (1968) - Benji, Zax & the Alien Prince - Tập phim: "U.F.O." (1983) - Bewitched - Tập phim: "Samantha's Secret Saucer" (1968) - Cars Toons: Mater's Tall Tales - Tập phim: "(U.F.M.) Unidentified Flying Mater" (2009) - Charles in Charge - Tập phim: "U. F. Oh No!" (1987) - Charlie's Angels - Tập phim: "Unidentified Flying Angels" (1977) - Dark Skies (1996–1997) - Dennis the Menace and Gnasher - Tập phim: "Unidentified Funny Object" (1996) - Diagnosis: Murder - Tập phim: "Alienated" (1998) - Doctor Who (1963–1989) (2005-...) - Encounters (1996) - Frasier - Tập phim: "Docu. Drama" (2001) - Futurama - Tập phim: "Roswell That Ends Well" (2001) - Garfield and Friends - Tập phim: "Unidentified Flying Orson" (1988) - The Golden Girls - Tập phim: "The One That Got Away" - Gomer Pyle, U.S.M.C. - Tập phim: "Gomer and the Little Men from Outer Space" (1966) - Green Acres - Tập phim: "The Saucer Season" (1967) - Gumby - Tập phim: "Gumby's Close Encounter" (1988) - Happy Days - Tập phim: "My Favorite Orkan" (1978) - Tập phim: "Mork Returns" (1979) - Home Improvement - Tập phim: "Flying Sauces" (1991) - I Dream of Jeannie - Tập phim: "U.F.Oh Jeannie" (1968) | - I Love Lucy - Tập phim: "Lucy Is Envious" (1954) - Invasion (2005–2006) - It's Punky Brewster - Tập phim: "Unidentified Flying Glomer" (1985) - Jeopardy (2002) - Johnny Bravo - Tập phim: "Bikini Space Planet" - Tập phim: "Alien Confidential" - Lassie - Tập phim: "The Man from Mars" (1959) - Tập phim: "Timmy and the Martians" (1961) - Lie to Me - Tập phim: "Beat the Devil" (2010) - Littlest Pet Shop - Tập phim: "War of the Weirds" (2012) - Lost in Space - Tập phim: "Visit to a Hostile Planet" (1967) - MacGyver - Tập phim: "The Visitor" (1990) - Married... with Children - Tập phim: "Married... with Aliens" (1990) - Maude - Tập phim: "The Flying Saucer" (1977) - Miami Vice - Tập phim: "Missing Hours" (1987) - Mission: Impossible - Tập phim: "The Visitors" - Monk - Tập phim: "Mr. Monk and the UFO" (2009) - The Monkees- Tập phim: "Monkees Watch Their Feet" (1968) - Mork & Mindy (1978–1982) - Mister Ed - Tập phim: "Moko" (1964) - The Munsters - Tập phim: "If a Martian Answers, Hang Up" (1965) - My Favorite Martian (1963–1966) - My Three Sons - Tập phim: "You Saw a What?" (1967) - Mystery Science Theater 3000 - Tập phim: "Hangar 18" (1989) - Tập phim: "Attack of the Eye Creatures" (1992) - Pokémon Black and White - Tập phim: "A UFO for Elgyem!" (2011) - Project UFO (1978–1979) - Psi Factor: Chronicles of the Paranormal (1996–2000) - Quantum Leap - Tập phim: "Star Light, Star Bright" (1992) - Quatermass II (1957) - Roseanne - Tập phim: "Aliens" (1992) - Roswell (1999–2002) | - Rugrats - Tập phim: "Visitors from Outer Space" (1992) - Scooby-Doo, Where Are You! - Tập phim: "Spooky Space Kook" (1969) - seaQuest DSV (1993–1996) - Seinfeld - Tập phim: "The Bizarro Jerry" (1996) - Sesame Street - Tập phim: "Kermit News: Old Macdonald" - Tập phim: "Martians Find The Earth" - Tập phim: "Meet The Martians" - Slimer! And the Real Ghostbusters - Tập phim: "Unidentified Sliming Object" (1989) - Soap - Mùa 3 (1979-1980) - South Park - Tập phim: "Cartman Gets an Anal Probe" (1997) - Spadla z oblakov (1978) - SpongeBob SquarePants - Tập phim: "Sandy's Rocket" (1999) - Star Maidens (1976) - Star Trek: Deep Space Nine - Tập phim: "Little Green Men" (1995) - Star Trek: The Original Series - Tập phim: "Tomorrow Is Yesterday" (1967) - Star Trek: Voyager - Tập phim: "The 37's" (1995) - Tập phim: "Future's End", Phần I và Phần II (1996) - Taken (2002) - Tales of Tomorrow - Tập phim: "The Search for the Flying Saucer" (1951) - Teenage Mutant Ninja Turtles - Tập phim: "Invasion of the Turtle Snatchers" (1989) - Tập phim: "Unidentified Flying Leonardo" (1990) - The 4400 (2004–2007) - The Addams Family - Tập phim: "The Addams Family and the Spaceman" (1965) - The Adventures of Ozzie and Harriet - Tập phim: "Ozzie and the Space Age" (1959) - The Avengers - Tập phim: "Man-Eater of Surrey Green" (1965) - The Beverly Hillbillies - Tập phim: "The Flying Saucer" (1966) - The Bionic Woman - Tập phim: "The Martians Are Coming, the Martians Are Coming" (1978) - The Brady Bunch - Tập phim: "Out of This World" (1974) - The Dick Van Dyke Show - Tập phim: "Uhny Uftz" (1965) - The Dukes of Hazzard - Tập phim: "Strange Visitor to Hazzard" (1985) - The Flintstones - Tập phim: "The Great Gazoo" (1965) | - The Girl from U.N.C.L.E. - Tập phim: "The U.F.O. Affair" (1967) - The Golden Girls - Tập phim: "The One That Got Away" (1988) - The Goodies - Tập phim: "U-Friend or UFO" (1980) - The Green Hornet - Tập phim: "Invasion from Outer Space" (1967) - The Honeymooners - Tập phim: "The Man from Space" (1955) - The Invaders (1967–1968) - The Lost Saucer (1975–1976) - The Man from U.N.C.L.E. - Tập phim: "The Take Me to Your Leader Affair" (1966) - The Munsters - Tập phim: "If a Martian Answers, Hang Up" (1965) - The Outer Limits (1963–1965) - The Phil Silvers Show - Tập phim: "Bilko and the Flying Saucers" (1957) - The Sarah Jane Adventures (2007-...) - The Simpsons - Tập phim: "Treehouse of Horror" (1990) - Tập phim: "The Springfield Files" (1997) - The Six Million Dollar Man - Tập phim: "Straight on 'till Morning" (1974) - The Strange World of Planet X (1956) - The Thin Man - Tập phim: "The Saucer People" - Threshold (2005) - Torchwood (2006-...) - The Twilight Zone - Tập phim: "The Invaders" (1961) - Tập phim: "To Serve Man" (1962) - Tập phim: "Death Ship" (1963) - Tập phim: "On Thursday We Leave for Home" (1963) - UFO (1970–1971) - UFO robo: Gurendaizâ (1975) - V (1983) - Walker, Texas Ranger - Tập phim: "Case Closed" - War of the Worlds (1988–1990) - Welcome Back, Kotter - Tập phim: "Class Encounters of the Carvelli Kind" (1978) - The Wild Wild West - Tập phim: "The Night of the Flying Pie Plate" (1966) - Wonder Woman - Tập phim: "Judgment from Outer Space" (1977) - Wonder Woman - Tập phim: "Mind Stealers From Outer Space" (1977) - The X-Files (1993–2002) |  |

## Trò chơi điện tử
- Space Invaders (1978)
- Asteroids (1979)
- Choplifter (1982)
- Moon Patrol (1982)
- X-COM (1994)
- Area 51 (1995)
- Duke Nukem 3D (1996)
- Kirby (1998)
- Perfect Dark (2000)
- Destroy All Humans! (2005)
- Microsoft Flight Simulator X (2006)
- Halo: Combat Evolved (2001)
- The Sims 2 (2004)
- Deus Ex (2000)
- The Sims 3: Seasons (2012)
- Fortnite Chapter 2: Season 7  (2021)